# Dicymbe pharangophila
Dicymbe pharangophila är en ärtväxtart som beskrevs av John Macqueen Cowan. Dicymbe pharangophila ingår i släktet Dicymbe och familjen ärtväxter. Inga underarter finns listade i Catalogue of Life.